# Кастелло-ді-Чистерна
Кастелло-ді-Чистерна (італ. Castello di Cisterna, сиц. Casteddu di Cisterna) — муніципалітет в Італії, у регіоні Кампанія,  метрополійне місто Неаполь.
Кастелло-ді-Чистерна розташоване на відстані близько 195 км на південний схід від Рима, 17 км на північний схід від Неаполя.
Населення — 7811 осіб (2014).
Щорічний фестиваль відбувається 6 грудня. Покровитель — святий Миколай.

## Демографія
Населення за роками:

Станом на 1 січня 2023 року в муніципалітеті офіційно проживало 165 іноземців з 29 країн, серед них 31 громадянин країн Євросоюзу та 43 громадяни України.
Українець Анатолій Король (1977-2015), будівельник, який тут загинув, стримуючи грабіжників супермаркету, посмертно отримав найвищу цивільну нагороду Італії — Золоту медаль «За громадянську доблесть».

## Уродженці
- Вінченцо Монтелла (*1974) — відомий у минулому італійський футболіст, нападник, згодом — футбольний тренер.

## Сусідні муніципалітети
- Ачерра
- Брушано
- Помільяно-д'Арко
- Сомма-Везув'яна